# Фаленопсис наездник
Фаленопсис наездник (лат. Phalaenopsis equestris) — эпифитное трявянистое растение семейства Орхидные (Orchidaceae).

## Этимология
В переводе с латинского «I equester» (реже equestris) — конный, принадлежащий к коннице, кавалерийский, служба в коннице, конский, лошадиный, принадлежащий к сословию всадников, верховой.
Вид не имеет устоявшегося русского названия, в русскоязычных источниках обычно используется научное название Phalaenopsis equestris.
Английское название — The Horse Phalaenopsis.

## Синонимы
- Phalaenopsis equestris f. alba Hort. 1969
- Phalaenopsis equestris f. alba [Hort] E A Christensen 2001
- Phalaenopsis equestris f. aurea Christenson 2001
- Phalaenopsis equestris f. cyanochila O.Gruss 2001
- Phalaenopsis equestris [Schauer] Rchb.f var alba {Hort.] Sweet 1967
- Phalaenopsis equestris [Schauer] Rchb.f var leucaspis Rchb.f 1881
- Phalaenopsis equestris [Schauer] Rchb.f var leucotanthe Rchb.f 1883
- Phalaenopsis equestris var. rosea Valmayor & D.Tiu in H.L.Valmayor 1984
- Phalaenopsis esmeralda
- Phalaenopsis riteiwanensis Masaume 1934
- Phalaenopsis rosea Lindley 1848
- Phalaenopsis rosea var aurantiaca Gower 1892
- Phalaenopsis rosea var deliciosa Barb. 1882
- Phalaenopsis rosea var leucaspis [Rchb.f] Rolfe 1886
- Phalaenopsis stauroglottis [Schauer] Rchb.f 1881
- Stauroglottis equestris Schauer 1843
- Stauroglottis riteiwanensis (Masam.) Masam. 1934

## Естественные гибриды
- Phalenopsis ×intermedia — Phalaenopsis aphrodite × Phalaenopsis equestris[2]
- Phalenopsis ×veitchiana — Phalaenopsis equestris × Phalaenopsis schilleriana 1872

## Природные разновидности

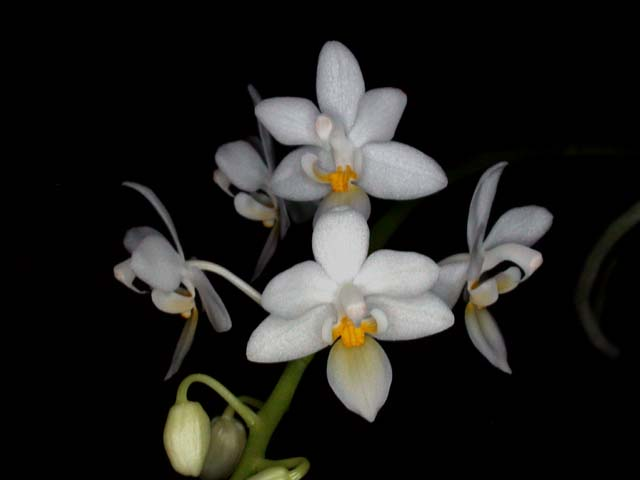

- Phalaenopsis equestris (Schauer) Rchb. f. var. equestris

- Phalaenopsis equestris f. alba [Hort] E A Christensen 2001

Имеет синонимы: 

Phalaenopsis equestris f. alba hort. 1969 

Phalaenopsis equestris [Schauer] Rchb.f var alba {Hort.] Sweet 1967 

Сепалии и петалии чисто белые, губа может быть как белой, так и белой с жёлтым пятном.
- Phalaenopsis equestris (Schauer) Rchb. f. aurea Christenson 2001

Сепалии и петалии белые, губа жёлтая, кончик губы беловатый.
- Phalaenopsis equestris var rosea (Valmayor & Tiu 1983)

Цветки меньшего размера, более округлой формы, частично розоватые, губа темно-розовая. Синоним: Phalaenopsis equestris var llocos (по названию острова, на котором был найден).
- Phalaenopsis equestris var leucaspis [Schauer] Rchb.f 1849

Синоним: Phalaenopsis rosea var.leucaspis (Rolfe 1886) 

Цветки иногда меньше, чем у номинальной формы Phalaenopsis equestris. Лепестки белые с фиолетовым оттенком усиливающимся к основанию лепестков, губа фиолетовая.
Так же имеется множество непризнанных разновидностей, без информации о местонахождении в природе.

## Биологическое описание

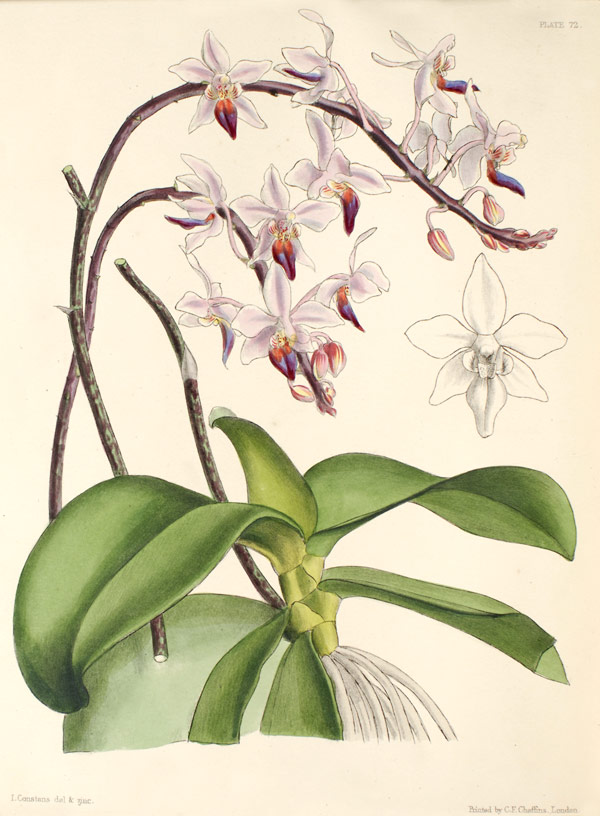
из книги John Lindley and Joseph Paxton, «Paxton’s Flower Garden», 1852 г.

Миниатюрный моноподиальный эпифит. 
 Стебель укороченный, полностью скрыт основаниями листьев. Корни мясистые, гладкие. Листья темно-зеленые, овальные или продолговатые, длиной 10-20 см, шириной 5-6 см. 
 Цветонос появляется в пазухе нижних листьев, длиной до 30 см, многоцветковый, кистеобразный или метельчатый. Продолжает рост после начала цветения. Легко образует «деток».
 Цветки 1,5-3,5 см в диаметре, от бело-розовых до сиреневых. Окраска цветков сильно варьирует. Два пика цветения — весной и осенью, но может цвести в любое время года.

## Ареал, экологические особенности
Филиппины, Тайвань, Борнео. 
 На стволах и ветвях деревьев во влажных тропических лесах на высотах до 300 метров над уровнем моря.
Климат на Филиппинах, на уровне моря в районе Манилы

Температура воздуха не имеет больших сезонных изменений: днем 28-33°С, ночь 19-24°С. 
 Относительная влажность воздуха 80-82 %. 
 Сухой сезон с декабря по апрель, среднемесячное выпадение осадков 10-90 мм. Влажный сезон с мая по ноябрь, среднемесячное выпадение осадков 120—410 мм.

## История описания
Впервые описан Шауэром в 1843 году под именем Stauroglottis equestris. Растения были привезены с острова Лусон и принадлежали господину Мейену. В 1848 г. Джон Линдли на растениях из коллекции Томаса Лобба, работника фирмы «Вейтч», повторно описал Phal. equestris, присвоив им название Phalaenopsis rosea. В 1949 Phal. equestris получил своё настоящее название.

## В культуре

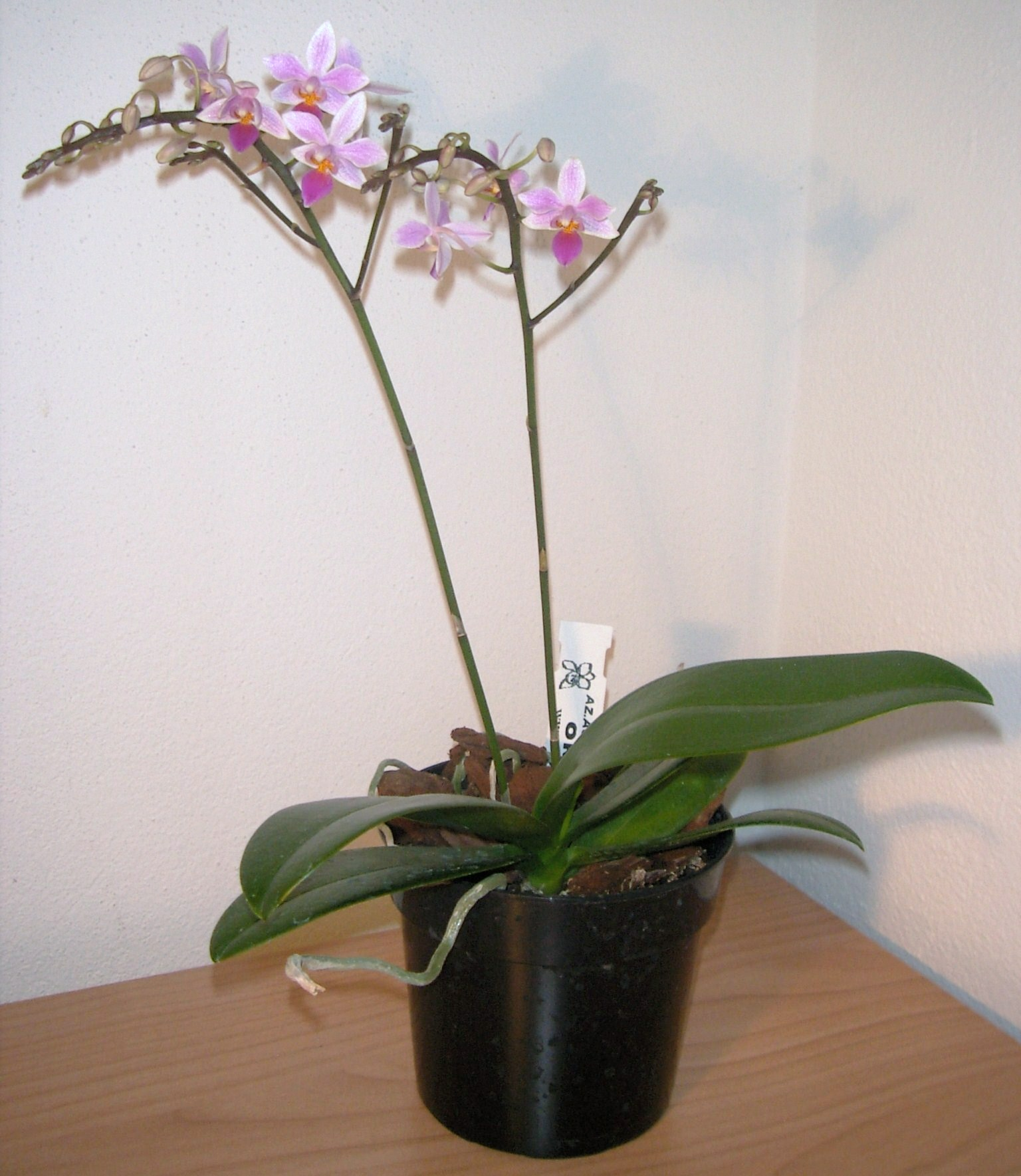

Температурная группа — теплая. Для нормального цветения обязателен перепад температур день/ночь в 5-8°С.
Требования к освещению: 1000—1200 FC, 10760—12912 lx.
Растение толерантно к влажности воздуха, хорошо растет при 60-80 %. Цветоносы обрезают только после естественного усыхания. Размножается «детками» легко образующимися на цветоносах при высокой влажности воздуха. Дополнительная информация о агротехнике в статье Фаленопсис.
Вид активно используется в гибридизации.

## Первичныегибриды(грексы)
- Ambotris — amboinensis х equestris (Fredk. L. Thornton) 1970
- Anthony The — cochlearis х equestris (Atmo Kolopaking) 1981
- Apricot Glow — fasciata х equestris (Fredk. Thornton) 1979
- Artemis (=Younes Resal) — amabilis х equestris (Veitch) 1892
- Bernice Maskin — gigantea х equestris (Dr Henry M Wallbrunn) 1977
- Borobudur — equestris х fimbriata (Atmo Kolopaking) 1980
- Carolina Tiny Phil — philippinensis х equestris (Lenette Greenhouses) 1992
- Cassandra — equestris х stuartiana (Veitch) 1896
- Christine Magro — equestris х javanica (Luc Vincent) 1994
- Cornustris — equestris х cornu-cervi (Dr Henry M Wallbrunn) 1967
- Ellen Hanoppo — equestris х fuscata (Atmo Kolopaking) 1984
- Equalacea — equestris х	violacea (Fredk. L. Thornton) 1967
- Equicorning — equestris х corningiana (Masao Kobayashi) 1996
- Equitrana — equestris х sumatrana (Fredk. L. Thornton) 1967
- Equiwilson — equestris х wilsonii (Masao Kobayashi) 1996
- Flores Rose — equestris х floresensis (Hou Tse Liu) 2000
- Hebe — sanderiana х equestris (Veitch) 1897
- Hiroshima Equmo — equestris х modesta (Masao Kobayashi) 1994
- Hiroshima Tetratris — speciosa х equestris (Masao Kobayashi) 1995
- Jean-François — equestris х bastianii (Luc Vincent) 2002
- Kuntrarti Rarashati — equestris х venosa (Atmo Kolopaking) 1986
- Linda Cheok — manii х equestris (Cheok Jiak Kim (Mrs Lester McCoy)) 1964
- Linda Grainger — equestris х inscriptiosinensis (Luc Vincent) 1995
- Little Sister — maculata х equestris (Herb Hager Orchids) 1973
- Mahinhin — equestris х lueddemanniana (John H Miller) 1957
- Memoria Hans-Werner Pelz — equestris х pulchra (Olaf Gruss (H-w. Pelz)) 2003
- Memoria Herman Sweet — equestris х stobartiana (Brekinridge) 1999
- Partris — equestris х parishii (Fredk. L. Thornton) 1965
- Rose Marie — mariae х equestris (Oscar Kirsch) 1961
- Schiller’s Horse — schilleriana х equestris (Kunshan Biotec. (O/U)) 2006
- Silbergrube — celebensis х equestris (Erwin Burkhardt) 1989
- Taida Sunshine — equestris х tetraspis (Taida Horticultural Co Ltd) 1997
- Tassanee Jongdamkerng — equestris х appendiculata (Yanyong Punpreuk) 2007
- Venus — lindenii х equestris (A. Misumi) 1923
- Без названия — equestris х chibae (Hou Tse Liu) 2008